# Сілін Олександр Дмитрович
Сілін Олександр Дмитрович (1883, Москва — 1942, Москва) — російський художник, графік, сценограф, викладач, філолог, мистецтвознавець.

## Життєпис
Народився у Москві. По закінченні гімназії влаштувався у Імператорський Московський університет. Закінчив філологічний факультет. Філології молодому Сіліну було замало і він, прихильник малювання, відвідував недільні класи малювання, котрі утримувало Строгановське художнє училище.

## Художня освіта
Художньою освітою художника-початківця керували спочатку художники Машков В. Н., потім Юон К. Ф. Власні твори Сілін почав виставляти з 1907 року, тобто готував їх раніше.

## Перше визнання
Молодого художника помітили і його твори давали на сторінках тогочасних журналів «Орфей», «Весы», «Золотое Руно» тощо. Журнал «Весы» навіть ризикнув і одне число журналу повністю присвятив творам Олександра Сіліна.

## Вимушений переїзд до Ростова-на-Дону
Два державні перевороти 1917 року зламали долі мільйонам людей. Громадянська війна супроводжувалась грабежами, розстрілами мирних людей, розвалом на промисловості і транспорту, епідеміями і голодом. Аби врятувати власне життя, розпочалась мільйонна еміграція з країни. Столичні міста вимушено покидали фахівці культурних закладів, переселяючись або у села, або на південь колишньої Російської імперії.
Серед тих, хто оселився на півдні країни, був і художник Олександр Сілін, який 1918 року прибув у Ростов-на-Дону. Він стане викладачем у ростовських навчальних закладах, водночас працюватиме художником у театрі. Після закінчення революційного періоду повернувся в Москву, де і проживав до кінця свого життя.

## Майстер екслібрисів
У 1920-ті роки він знову звернувся до створення екслібрисів. Створенням маленьких гравюр (книжкових знаків) Сілін займався і раніше. У відносно спокійну пору життя у Ростові він відновив практику створення книжкових знаків. Ерудит і знавець мистецтва минулого, він працював у стилістиці історизму. Його книжкові знаки мають аалюзії то на твори Пітера Брейгеля старшого («Сліпі», музей Каподімонте), то на легенди про алхіміка (прихильника інтелектуальних пошуків та вправ), що виростив у колбі гомункулюса тощо.
Ще 1918 року Сілін встиг приготувати до друку разом з іншими невеличкий альбом під назвою «Книжные знаки». У передмові до альбому Сілін подав історію розвитку екслібриса, розповів про уславлені приватні бібліотеки другої половини 19 ст. та початку 20-го, про декотрих митців, що створювали екслібриси тощо. Цікавою особливістю альбому були екслібриси різних майстрів, що були вклеєні на його сторінки.
Праця сценографом у ростовському театрі навернула художника до стилістики модернізму та конструктивізму. Це відбилось також на сюжетах декотрих екслібрисів майстра. Книжковий знак Н. Огонь-Догановської 1923 року несе в собі надзвичайні впливи театральної естетики тої пори і конструктивізму.
Екслібриси О. Д. Сіліна експонувалися 1928 року на Міжнародній виставці у місті Лос-Анжелес та 1937 року в столиці Росії.

## Зниклий та віднайдений екслібрис

Сергій Олександрович Сільванський

Про бурхливі події тогочасної пори з її метушнею і божевіллям замін старого на нове і небачене розповів ще один екслібрис. Він створений для С. Сільванського у 1928 році. Художник подав якусь бібліотечну залу, де читачі заглиблені у книжкові пошуки. Однак спокій читальної зали потривожений натовпом за відкритим вікном, де з галасом здирають з величної споруди герб Російської імперії. Про важливі висновки самого хдожника свідчив незвично довгий напис на екслібрисі (російською) — 
| Революции сметают царей, но книга была и будет вечным властителем человечества. |
Екслібрис С. Сільванського роботи О. Д. Сіліна був відомий завдяки передруку в альбомі. Але оригінал екслібриса не могли знайти ні в приватних колекціях, ні в державних бібліотеках. Адже передрук — це лише зображення з сюжетом, помітно більше дає зустріч з оригіналом, що вже має власну «біографію».
Один оригінал екслібриса С. Сільванського був знайдений вісім десятиліть потому на пошкодженому екземплярі альбому в Білоруській національній бібліотеці. Відомо, що бібліотека отримала альбом лише 1975 року шляхом чергового придбання в букіністичній крамниці. Сергій Сільванський був свого часу відомим бібліофілом у Москві та колекціонером книжкових знаків. Його приватна бібліотека зникла і її розшуки тривають до початку 21 ст.

## Екслібриси роботи Сіліна (галерея)

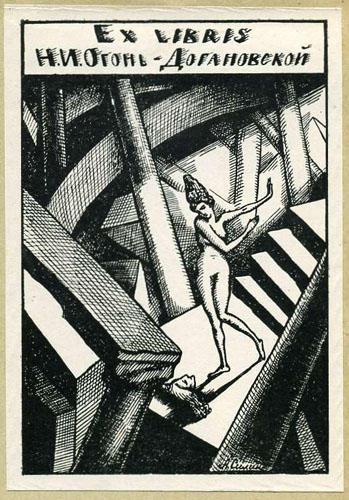
Сілін О. Д. «Екслібрис Н. Огонь-Догановської», 1923 р.

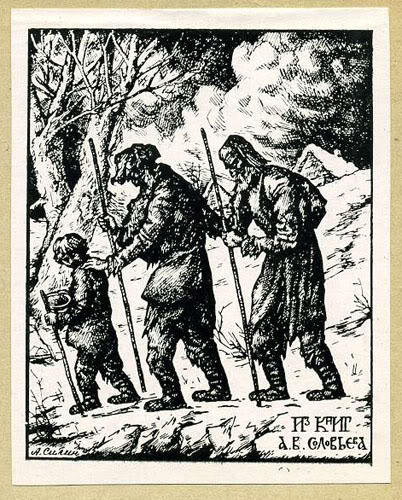
Сілін О. Д. «Екслібрис Соловйова»
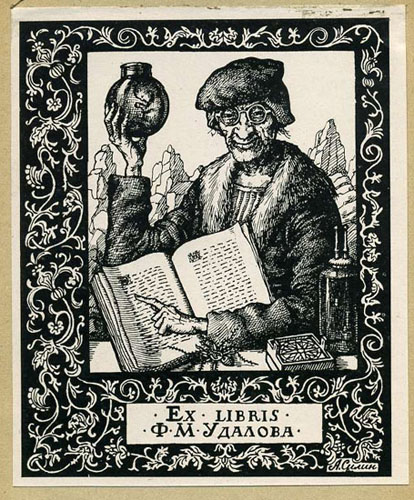
Сілін О. Д. «Екслібрис Удалова Ф. М.», 1924 р.
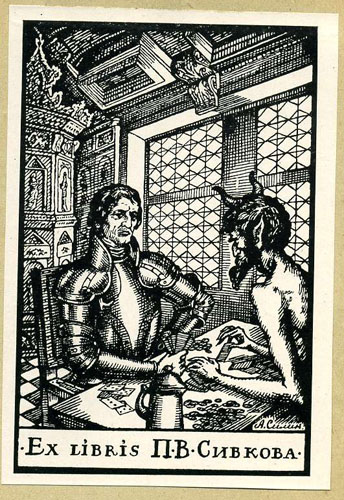
Сілін О. Д. «Екслібрис Сивкова П. В.», 1924 р.
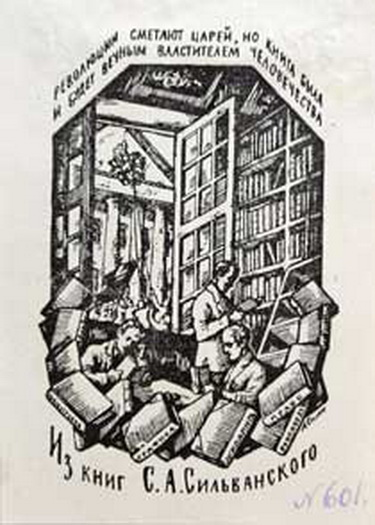
Сілін О. Д. «Екслібрис бібліофіла Сергія Сільванського», 1928 р.